# Potamalpheops stygicola
Potamalpheops stygicola is een garnalensoort uit de familie van de Alpheidae. De wetenschappelijke naam van de soort is voor het eerst geldig gepubliceerd in 1973 door H.H.Jr. Hobbs.